# Isoxya reuteri
Isoxya reuteri is een spinnensoort in de taxonomische indeling van de wielwebspinnen (Araneidae).
Het dier behoort tot het geslacht Isoxya. De wetenschappelijke naam van de soort werd voor het eerst geldig gepubliceerd in 1886 door Lenz.